# José Pedro Fuenzalida
José Pedro „Chapa” Fuenzalida Gana (ur. 22 lutego 1985 w Santiago) – chilijski piłkarz występujący na pozycji prawego obrońcy lub prawego pomocnika, reprezentant Chile, od 2016 roku zawodnik Universidadu Católica.

## Kariera klubowa
Fuenzalida jest wychowankiem stołecznego Universidadu Católica, którego seniorskie barwy zaczął reprezentować w wieku 19 lat. Latem 2007 postanowił tymczasowo zawiesić karierę piłkarską, aby skoncentrować się na nauce, przez co nie znalazł się w składzie Universidadu na sezon Clausura 2007. W 2008 roku przeszedł do CSD Colo-Colo za sumę 150 tys. euro. Na czas trwania sezonów Clausura 2008, Apertura 2009 i Clausura 2009 został wypożyczony do O’Higgins.

### Statystyki klubowe
| Klub                 | Sezon | Kraj  | Rozgrywki                 | Mecze | Gole |
| -------------------- | ----- | ----- | ------------------------- | ----- | ---- |
| CSD Colo-Colo        | 2010  | Chile | Primera División de Chile | 0     | 0    |
| O’Higgins            | 2009  | Chile | Primera División de Chile | 29    | 8    |
| O’Higgins            | 2008  | Chile | Primera División de Chile | 18    | 5    |
| CSD Colo-Colo        | 2008  | Chile | Primera División de Chile | 7     | 1    |
| Universidad Católica | 2007  | Chile | Primera División de Chile | 12    | 1    |
| Universidad Católica | 2006  | Chile | Primera División de Chile | 27    | 4    |
| Universidad Católica | 2005  | Chile | Primera División de Chile | 20    | 0    |
| Universidad Católica | 2004  | Chile | Primera División de Chile | 25    | 4    |

Ostatnia aktualizacja: 1 stycznia 2010.

## Kariera reprezentacyjna
José Pedro Fuenzalida w barwach młodzieżówki uczestniczył w Młodzieżowych Mistrzostwach Ameryki Południowej w 2005 roku, jak również w Mistrzostwach Świata U-20 w 2005 roku. Na tej ostatniej imprezie wystąpił we wszystkich meczach kadry U-20, strzelając 2 gole w meczu fazy grupowej z Hondurasem. W dorosłej reprezentacji natomiast zadebiutował w 2008 roku. Brał udział w eliminacjach do MŚ 2010, w których rozegrał jeden mecz – 15 czerwca 2008 przeciwko Boliwii. Znalazł się w szerokiej kadrze reprezentacji Chile na Mundial 2010.

### Statystyki reprezentacyjne
| Reprezentacja | Rok  | Mecze | Gole |
| ------------- | ---- | ----- | ---- |
| Chile         | 2010 | 4     | 0    |
| Chile         | 2009 | 3     | 0    |
| Chile         | 2008 | 4     | 0    |

Ostatnia aktualizacja: 30 maja 2010.